# Foumakoye Gado

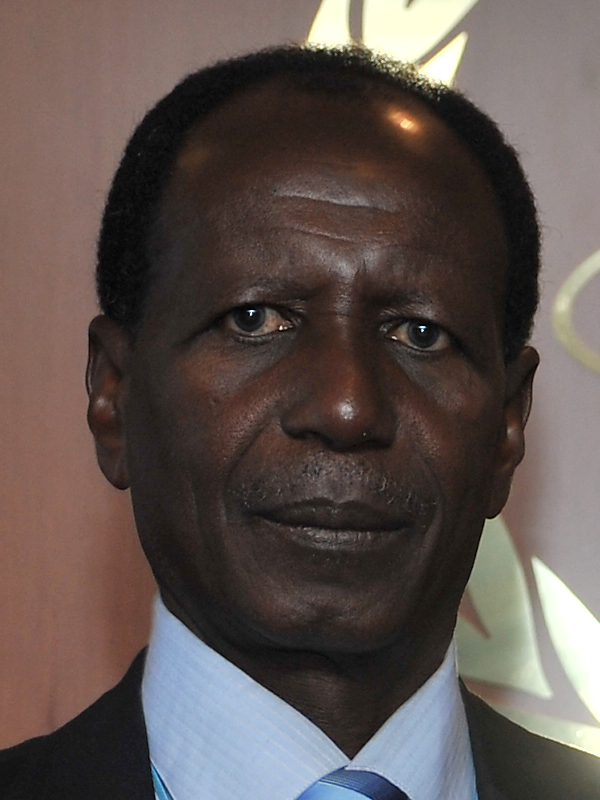
Foumakoye Gado (2011)

Pierre Foumakoye Gado (* 1950 in Dogondoutchi) ist ein nigrischer Politiker.

## Leben
Foumakoye Gado besuchte von 1966 bis 1969 die Schule Ecole Normale de Zinder, die er mit dem Baccalauréat abschloss. Dort wurde er in seinem letzten Jahr Mitglied des Schüler- und Studierendenverbandes Union des Scolaires Nigériens (USN). Danach studierte er Chemie und Physik an der in Gründung begriffenen Universität Niamey und engagierte sich weiter in der USN. Nach einer Protestkundgebung gegen den Besuch des französischen Präsidenten Georges Pompidou wurde Gado 1972 aus der Universität ausgeschlossen und in Dogondoutchi unter Hausarrest gestellt. Er wurde zusammen mit anderen Studenten und Professoren später wegen der Beteiligung an Streiks und des Vorwurfs der Gründung einer neuen Partei verhaftet und zu fünf Jahren Gefängnis in der Haftanstalt Tillabéri verurteilt.
Nach dem Staatsstreich von Seyni Kountché am 15. April 1974 wurde er freigelassen. Wegen eines gegen das Kountché-Regime gerichteten Streiks wurde er 1976 ein Jahr lang im Militärlager Tondibiah eingesperrt. Gado fungierte von 1976 bis 1977 als Generalsekretär der USN. Im Jahr 1977 schloss er sein Studium an der Universität Niamey mit einer Licence ab. Er ging danach an die Universität Abidjan, die er 1978 mit einer Maîtrise in Chemie verließ. Er machte 1985 ein Doktorat in Chemie an der Universität Lüttich und leitete anschließend das Departement für Chemie an der Universität Niamey.
Von 1990 bis 2011 arbeitete Foumakoye Gado als Maître de conférences an der Lehrerbildungsanstalt Ecole Normale Supérieure de Niamey. Bei der Gründungsversammlung der Nigrischen Partei für Demokratie und Sozialismus (PNDS-Tarayya) am 23. und 24. Dezember 1990 wurde Gado Erster stellvertretender Generalsekretär der Partei. Er war ein Gründungsmitglied des geheimen Denkzirkels G-80 gewesen, einer Vorläuferorganisation des PNDS-Tarayya. Er gehörte als ein PNDS-Tarayya-Vertreter der Vorbereitungskommission zur Nationalkonferenz von 1991 an, die den Übergang Nigers zu einer Mehrparteiendemokratie begleitete. Der zweite PNDS-Tarayya-Repräsentant in der Vorbereitungskommission war Issoufou Katambé.
Bei den Parlamentswahlen am 14. Februar 1993, den ersten Mehrparteienwahlen seit der Unabhängigkeit Nigers 1960, erhielt er als einer von 13 Abgeordneten des PNDS-Tarayya ein Mandat in der Nationalversammlung. In der Regierung vom 23. April 1993 mit Premierminister Mahamadou Issoufou (PNDS-Tarayya) wurde Foumakoye Gado Bergbauminister. Premierminister Issoufou trat im September 1994 zurück. Der nachfolgenden Regierung gehörte Gado nicht mehr an. In der Partei stieg er 1995 zum Generalsekretär auf. Er erwarb sich einen Ruf als enger Vertrauter des damaligen Parteivorsitzenden Mahamadou Issoufou.
Nach der Wahl Issoufous zum Staatspräsidenten holte dieser Foumakoye Gado als Minister für Bergbau und Energie in die Regierung von 21. April 2011. Seit einer Regierungsumbildung am 13. August 2013 war Gado Minister für Energie und Erdöl. Im selben Jahr wurde er statt Generalsekretär der stellvertretende Vorsitzende des PNDS-Tarayya. Bei einer weiteren Regierungsumbildung am 19. Oktober 2016 verlor er das Ressort Energie und war seitdem ausschließlich Erdölminister. Am 4. Dezember 2020 übernahm er interimsmäßig zusätzlich die Funktion des Kabinettsdirektors des Staatspräsidenten im Ministerrang. In der von Staatspräsident Mohamed Bazoum (PNDS-Tarayya) am 7. April 2021 ernannten Regierung war er nicht mehr vertreten. Bazoum ernannte ihn stattdessen am 8. April 2021 zum in der protokollarischen Rangordnung Nigers an fünfter Stelle stehenden Hohen Repräsentanten des Präsidenten der Republik. Nachdem Gado den PNDS-Tarayya seit Bazoums Amtsantritt als Staatspräsident bereits interimistisch geleitet hatte, wurde Gado 2022 zum Parteivorsitzenden gewählt.
Mohamed Bazoums Regierung wurde beim Militärputsch am 26. Juli 2023 abgesetzt. Die neuen Machthaber ließen Foumakoye Gado am 31. Juli 2023 verhaften. Er wurde in der Haftanstalt Niamey eingesperrt und danach zur medizinischen Behandlung in das Referenzkrankenhaus Niamey überstellt.
Foumakoye Gado ist verheiratet und hat drei Kinder.